# 吉野照蔵
吉野 照蔵（吉野 照藏、よしの てるぞう、1918年7月19日 - ）は、日本の経営者。清水建設9代目社長。

## 来歴
群馬県出身。旧制群馬県立太田中学校、旧制水戸高等学校、東京帝国大学工学部建築学科卒業。
1942年、株式会社清水組（現清水建設）に入社。
戦時中はセレベス島（現・スラウェシ島）のケンダリで第753海軍航空隊として勤務し、後に海上保安庁長官となる栃内一彦は上官であった。
1970年、清水建設取締役に就任。
1981年6月に清水建設社長に就任。
在任中は前社長野地紀一の積極経営路線を継承し、TQCを基盤とするEC（エンジニアリング・コンストラクター）化と国際化を推進し、請負体質からの脱却を図った。また総合技術力の強化のため、耐震構造分野の世界的権威、大崎順彦を招聘した。
1988年4月、日本鉄道建設業協会会長に就任。同年11月、海外建設協会「中国建設事情視察団」の団長として訪中。
1989年6月、建築・設備維持保全推進協会（現ロングライフビル推進協会）初代会長に就任。病気のため東大病院に入院。
1990年2月27日、中核派の放火ゲリラの標的となり、自宅を時限発火装置により放火される。発火当時吉野は就寝中であったが、妻とともに脱出して難を逃れた。同年5月、海外建設協会会長に就任。同年6月、清水建設代表取締役会長に就任。
1991年5月、日本建設業団体連合会会長に就任し、指導力を発揮。
1993年ゼネコン汚職事件で贈賄容疑により逮捕され、同年9月、日建連会長を辞任。2000年9月12日、東京地方裁判所で懲役2年執行猶予4年の有罪判決を受ける。
1984年春の褒章で藍綬褒章を受章しているが、2006年6月23日返上。